# Kvinnoklubben
För den socialdemokratiska klubben, bildad 1892, se Stockholms allmänna kvinnoklubb.
Kvinnoklubben var en förening för arbetande medelklasskvinnor, bildad i Stockholm 1887 och upplöst 1998. 
Klubbens ursprung var Sällskapskretsen, som bildades vintern 1886 och omvandlades till Kvinnoklubben följande år. Klubben bildades formellt hösten 1887 på initiativ av Selma Giöbel, Bertha Hübner, Sofia Gumaelius och Hildegard von Franken, och hade då nästan 400 medlemmar. Syftet var att skaffa tillgång till litteratur och tillfälle till diskussioner och samkväm för att minska ensamheten hos yrkesarbetande kvinnor ur medel- och överklassen, som saknade familj. Stadgarna formulerade syftet med att klubben skulle: "verka för en sammanslutning mellan kvinnor från olika arbetsfält för idkande af ett godt och angenämt kamratlif och för utbyte af tankar".
När Klubben grundades beskrevs den och dess syfte på följande sätt: 
"Proportionsvis ännu snabbare än Stockholms folkmängd har de utom hemmet arbetande kvinnornas antal ökats. Denna hastiga tillväxt har helt naturligt framkallat en allt tydligare splittring i yrkesgrupper. Bland medelklassens utåt arbetande kvinnor — och om dessa är det här uteslutande fråga — bilda t. ex. lärarinnor i högre skolor och flickskolor olika grupper, de vid post telegraf, telefon, på banker, kontor eller i praktiska yrken anställda kvinnor en hel följd af smågrupper. [...] Hennes krets blir lätt trång, hon känner sig ensam och utanför det rikare lif, som rör sig omkring henne. En sammanslutning mellan olika grupper af kvinnor för utbyte af idéer och idkande af ett godt och angenämt kamratlif skulle säkert kraftigt motverka den påpekade isoleringens faror för intelligens och känsla. Önskemålet är att klubben kommer att äga en rymlig, hemlikt anordnad, egen lokal, dit medlemmarna kunna gå för att läsa dagens tidningar, nyare tidskrifter ooh litteratur, idka musik, intaga tillfälliga eller regelbundna måltider och forfriskningar, göra nya bekantskaper, odla de gamla, angenämt tillbringa lediga stunder i en tillfälligt eller afsiktligt sammanförd krets samt emellanåt samlas till större samkväm med föredrag, diskussioner och sällskapslif."
Årsavgiften var år 1895 sex kronor, och nya medlemmar valdes av klubbens befintliga. Medlemmar i Kvinnoklubben var lärare, kontorister, telegrafister och andra arbetande kvinnor ur medelklassen vid posten, kontor, telegraf, skolor och banker. Bland dess medlemmar fanns bland andra Anna Whitlock, Alfhild Agrell och Kata Dahlström.
Klubben hade en egen lokal, öppen alla dagar till klockan elva på kvällen, med läs- och skrivrum, samlingsrum och servering. År 1895 låg lokalen i Carl Wilhelm Schumachers nybyggda hus, Norrlandsgatan 17, 1 tr. upp, och bestod av fyra rum indelade i en tambur, en stor läsesal, ett förmak, biblioteksrum och ett rum för klubbens vaktmästare (kallad värdinna eller husmor).  
Kvinnoklubben gav framförallt ensamstående yrkesarbetande kvinnor en möjlighet till samvaro, samtal och måltider med andra efter arbetsdagens slut och på ledig dagar. Regelbundet arrangerades föreläsningar i för medlemmarna angelägna ämnen och olika typer av tillställningar, både fester och utflykter. Bland dem som hållit föreläsningar på Klubben nämns Ellen Key, Anna Sandström, Elna Tennow, Hulda Lundin, Gertrud Adelborg, Ellen Fries, Anna Whitlock, Lydia Wahlström, Agda Montelius, och bland dem som musikföreställningar fanns Ida Brag, Valborg Aulin, Alma Hulting, Wilhelmine Holmboe-Schenström, Alma Hallström och Sven Scholander.
Landsföreningen för kvinnans politiska rösträtt grundades i Kvinnoklubben 1902,   och 1917 grundades även Moderata kvinnors rösträttsförening där.
Under 1900-talets gång övergick klubben till att bli en klubb för äldre kvinnor, och arrangerade främst bridgepartier. En växande medelålder och bristande intresse och återväxt gjorde att klubben upphörde 1998.